# Esmorzar de pagesos
Esmorzar de pagesos o Noia i dos homes a taula, és una obra atribuïda a Velázquez, qui l'hauria pintada a Sevilla en els començaments de la seva carrera. No es tenen notícies d'aquesta obra anteriors a 1795, quan es trobava presumiblement a la col·lecció O'Crouley de Cadis, on es descrivia com «un llenç apaïsat amb una pastorel·la i dos sagals. És una de les seves millors obres». El 1897 era a la col·lecció A. Sanderson d'Edimburg. Va ingressar en el museu de Belles Arts de Budapest el 1908 després de sortir a subhasta a Christie's de Londres aquest mateix any.
Una radiografia ha revelat un penediment al polze aixecat de l'home jove situat a la dreta, la qual cosa indica la meticulositat amb la qual el pintor aborda la seva feina. El cap d'aquest comensal, d'altra banda, repeteix el Cap d'home del Museu de l'Ermitage, encara que no s'ha reproduït mimèticament: el llavi inferior més voluminós i caigut resta aquí gravetat al personatge. L'ancià assegut enfront seu és el mateix que apareix a la pintura Tres homes a taula també al Museu de l'Ermitage, una versió anterior d'aquest mateix assumpte, amb la qual aquesta pintura de Budapest guarda una estreta relació.

## Estat de conservació i dubtes sobre la seva autografia
El quadre presenta fortes abrasions i repintades, especialment a la figura de l'ancià, juntament amb les mans de la noia, la part més feble de la pintura, amb un tractament molt simplificat i evidents caigudes de qualitat, que Éva Nyerges, conservadora de la col·lecció d'art espanyol del Museu de Budapest, sense discutir l'autoria de Velázquez del plantejament original, explica a conseqüència de les repintades efectuades a causa del fort desgast patit, fins al punt que «avui queden en ella poques superfícies que puguin considerar-se intactes». La historiadora d'art Manuela Mena explica, d'altra banda, que la neteja última «ha revelat una tècnica llisa i seca, com de còpia, que estava oculta sota els vernissos grocs», presumint per això que es tracti d'una derivació pintada per un altre artista del llenç de l'Ermitage o una còpia d'un original perdut. En qualsevol cas, aquest estat deficient de conservació aconsella, segons López-Rey, deixar en suspens la qüestió de la seva autografia.

## Descripció
El quadre pertany al gènere de les natures mortes que segons Francisco Pacheco pintava Velázquez per adquirir per aquesta via «la veritable imitació del natural». Per a Jonathan Brown, que només considera probable l'autoria de Velázquez, s'inscriuria en el gènere de «pitture ridicole» estesa als Països Baixos i el nord d'Itàlia, encara que Velázquez, al contrari que alguns dels seus copistes, no insisteix en el caràcter ridícul dels seus protagonistes.

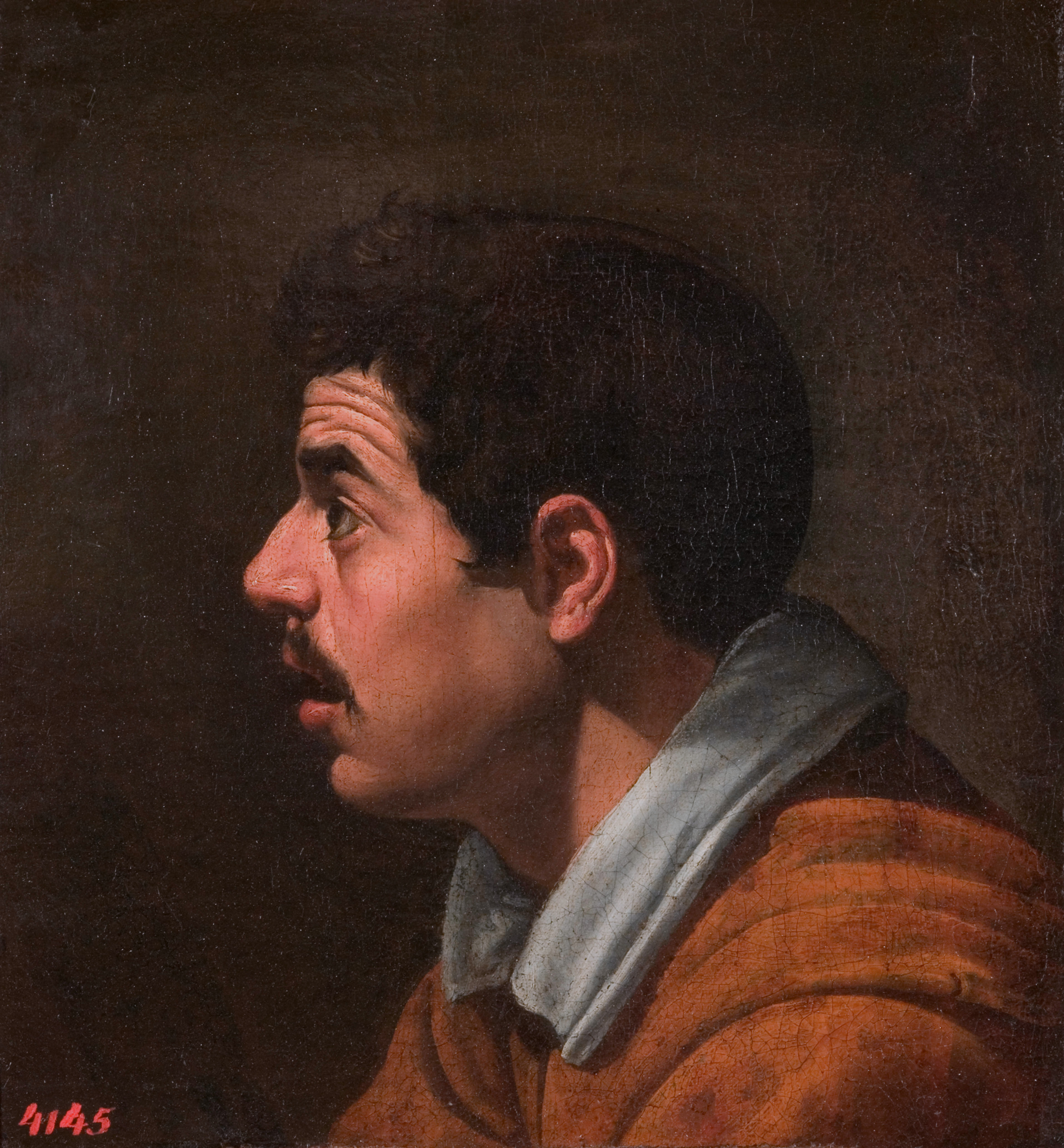
Cap d'home a l'Ermitage, personatge repetit al quadre dEsmorzar de pagesos

A diferència de la pintura Tres homes a taula de l'Ermitage, que ha de tenir-se com a cap d'aquesta sèrie, i de les diverses d'altres còpies i derivacions conegudes, el noi més jove que apareixia brindant en el centre de la composició ha estat substituït aquí per una jove omplint una copa de vi, de la qual solament el cap conserva la seva qualitat original. L'home assegut a la dreta, sens dubte el millor personatge del llenç, varia respecte del que ocupava igual posició en la versió de l'Ermitage únicament en la posició del cap, que ara no es dirigeix cap a l'espectador, cercant la seva complicitat, sinó cap a l'ancià que té situat al davant, repetint com en la còpia de lord Moyne, d'Andover, l'estudi de Cap d'home de l'Ermitage. També hi ha alguna variació als objectes de natura morta —igualment repintats— situats damunt la taula vestida amb unes estovalles blanques de tons blavosos, estant especialment significativa la introducció d'un saler metàl·lic de fi treball, que amb la copa de cristall venecià en què la xicota serveix el vi, indica una certa qualitat en els personatges retratats, més pròpia de gentilhomes que d'humils pagesos.